# FHIT
Bis(5'-adenosil)-trifosfatasa, també coneguda com a proteïna tríada histidina fràgil (FHIT), és un enzim que, en humans, està codificat pel gen FHI.

## Funció
La FHIT també es coneix com a regió accelerada per humans 10. Pot, per tant, haver tingut un paper clau en la diferenciació dels humans dels simis.
Aquest gen, membre de la família de gens de tríada histidina, codifica una diadenosina P1, P3-bis(5'-adenosil)-trifosfat adenilohidrolasa que participa en el metabolisme de les purines. El gen abasta el lloc fràgil freqüent FRA3B del cromosoma 3, on el dany induït per carcinogènesi pot provocar translocacions i transcripcions aberrants d'aquest gen. De fet, les transcripcions aberrants d'aquest gen s'han trobat en aproximadament la meitat de tots els carcinomes d'esòfag, estómac i còlon.
Encara que la funció molecular exacta de FHIT encara no està clara, el gen funciona com un supressor tumoral, tal com s'ha demostrat en estudis en animals. A més, s'ha demostrat que la FHIT es combina amb la VHL, un altre supressor tumoral, en la protecció contra el càncer de pulmó induït químicament.
FHIT també actua com un supressor tumoral del càncer de mama conduït per HER2/neu.

## Interaccions
S'ha demostrat que FHIT interactua amb UBE2I.

## Galeria PBD

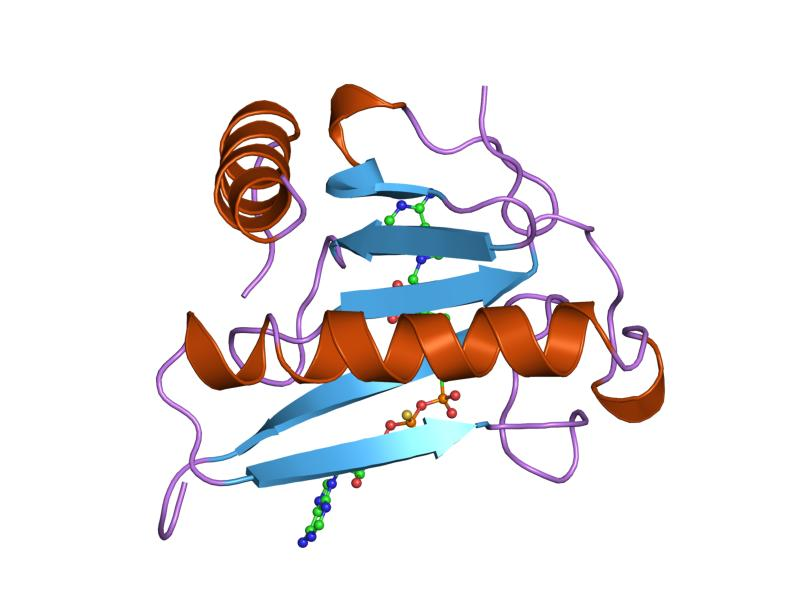
1fhi: Complex substrat anàleg (IB2) amb la proteïna tríada histidina fràgil, FHIT
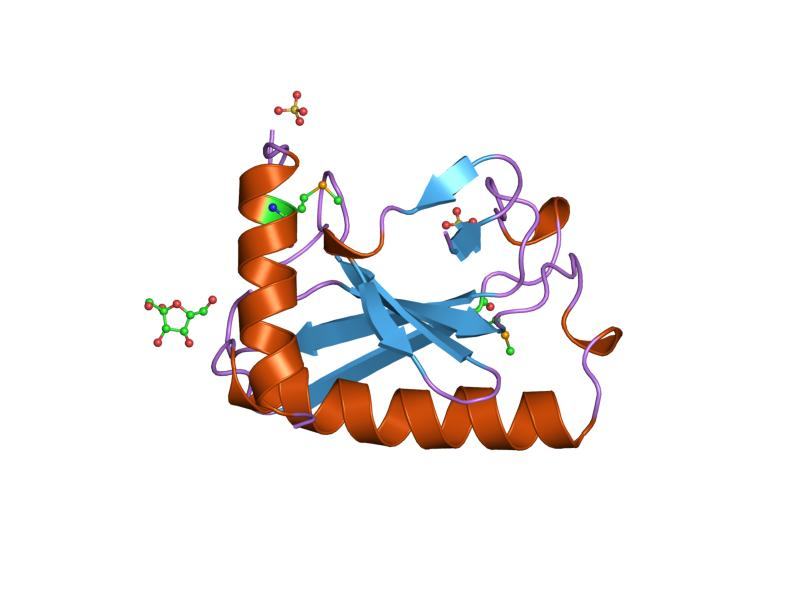
1fit: FHIT (proteïna tríada histidina fràgil)
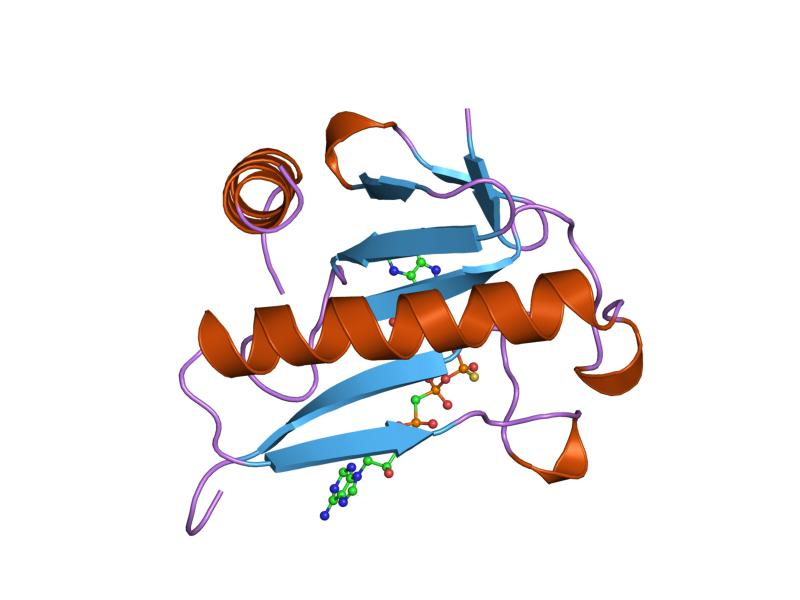
2fit: Complex substrat anàleg (IB2) amb la seva substitució 96 ASN de la proteïna tríada histidina fràgil, FHIT
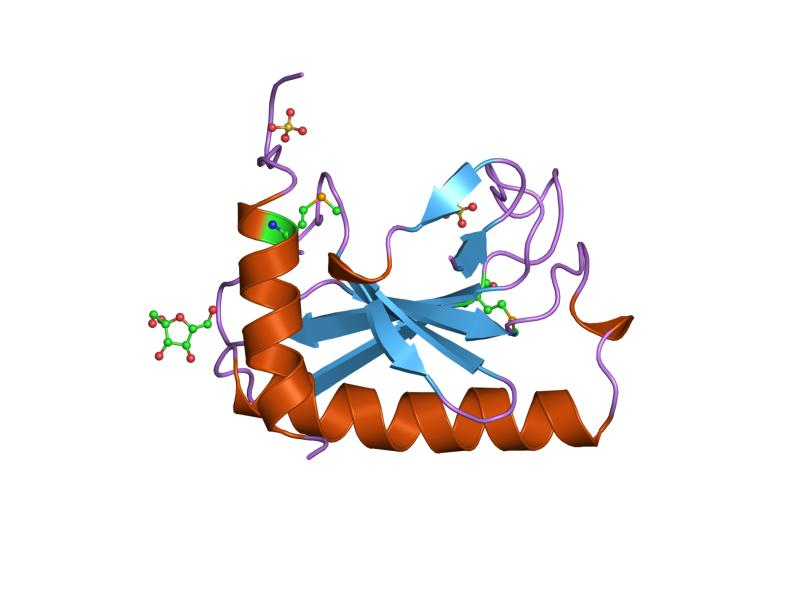
2fit: FHIT (proteïna tríada histidina fràgil)
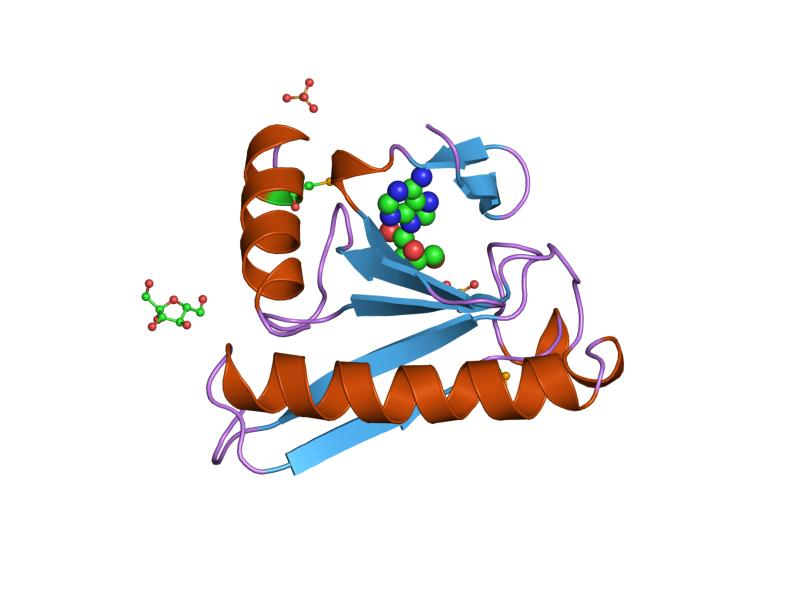
3fit: Complex FHIT (proteïna tríada histidina fràgil) amb AMP anàleg adenosina/sulfat
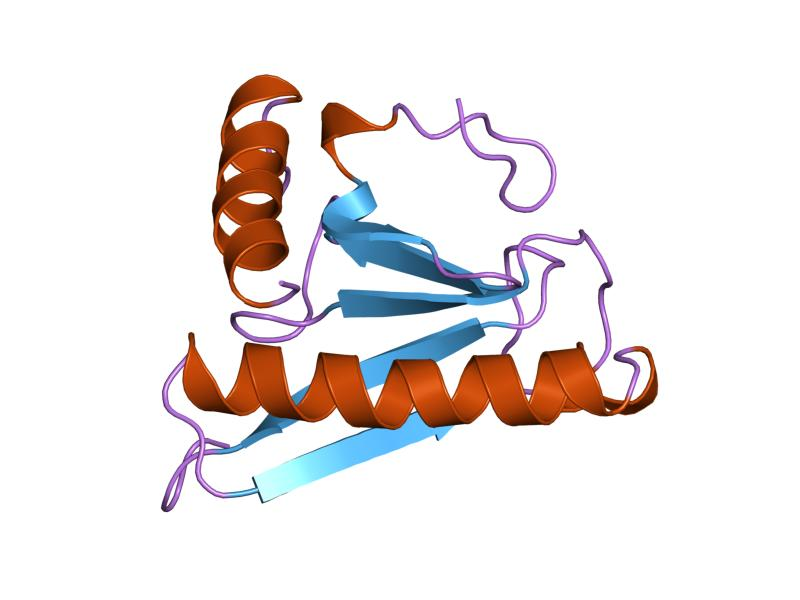
4fit: FHIT-APO
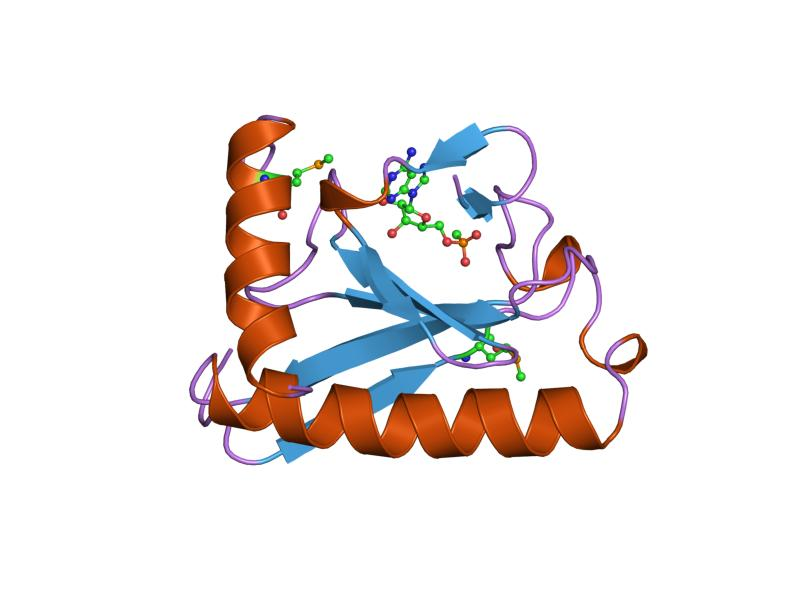
5fit: FHIT-substrat anàleg
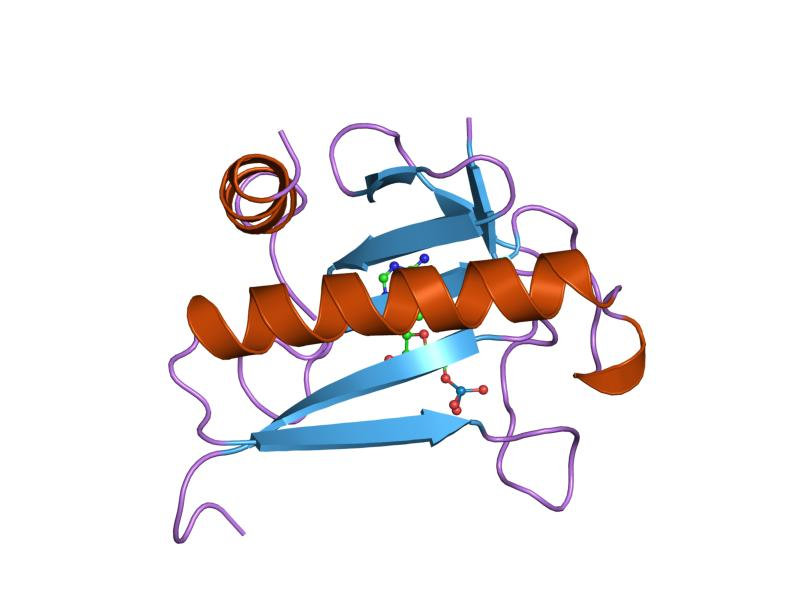
6fit: FHIT-anàleg de l'estat de transició